# 인격주의 (교육사상)
본 문서는 교육사상으로서의 인격주의에 관한 것이다.

## 개요
인격주의 교육사상(人格主義敎育思想)은 20세기 초에 독일을 중심으로 일어난 사상으로 자연주의·경험주의 및 구(舊)이상주의, 그리고 개인주의와 사회적 견지의 대립된 교육사상을 종합하는 지위에 있는 교육사상이다. 곧 인간의 본질인 정신생활의 주 요점인 인격을 존중하고, 존엄한 인격을 기르기 위하여 여러 가지 교육적 견해를 종합하려고 하는 사상이다.  셸링(F. W. J. Schelling)의 예술적 세계관에 기초를 둔 린데(E. Linde)와 오이켄(R. Eucken)의 신(新)이상주의 철학에 배경을 둔 부데(G. Budde)의 교육설이 유명하다. 인격적 교육설의 관점에는 많은 차이점도 있으나 공통점도 적지 않다. 공통점으로는 ① 자녀의 인격도야를 교육목적으로 하고, ② 교사의 인격에 감화·공명하도록 교육방법을 개선하려는 점이다.

## 학자

### 린데
린데(Ernst Linde, 1864-1943)는 독일의 교육가이며 인격주의 교육학자이다. 고타 출생으로 사범학교 졸업 후, 여러 시골 초등학교에 근무하다가 고타시(市) 초등학교장을 지냈다. 1927년에 저술한 <인격적 교육학>에서 인간의 정신성이 자연성(충동·욕망·정서·기분 등)을 잘 통제하여 도덕적 이상을 실현할 때에 품격있는 인격이 형성된다고 하였다.  그리고 인격은 교육의 목적인 동시에 교육의 방법적 원리가 되는 것이므로 교사 자신이 인격적으로 훌륭해야 한다고 했다. 그는 "다만 말만 하는 교사는 인간이 아니라 녹음기로, 그런 교사는 학생의 마음속에 있는 인간으로서의 분자(分子)에는 아무런 감동이나 영향을 주지 못한다"라고 하면서, 종래 헤르바르트 학파의 방법만능주의·지식편중 경향을 반대하고, '인격의 힘'을 강조하였다. 따라서 각 교과에 걸친 교재의 인격화를 주장하였다.

### 부데
부데(Gehard Budde, 1865-1944)는 독일의 인격주의 교육자이다. 마르부르크·베를린 대학에서 수학(修學)하고 하노버 주립 김나지움(Gymnasium)의 교사를 지냈으며, 1910년 예나 대학에서 학위를 획득했다. 하노버 공과대학의 강사로 취임했고, 뒤에 교육학 교수를 역임했다.  그는 저서 <정신적 교육(Noologische Padagogik)>(1914)을 통하여 인격적 교육학을 기도하였다. 인간은 우주의 근원인 초시간적 정신에의 참여자이며, 사회적 및 자연적 존재로서 나타나는 것은 제이의적(第二義的)인 표현이라고 하였다. 그러므로 인간의 사명 및 교육의 목표는, ① 정신생활의 견지에서 결정되어야 하며, ② 사회적 및 자연적 요구는 그것에 종속되어야 한다고 했다. 이와 같이 부데는 인문적 도야를 제1목적으로, 사회적·자연적 도야를 제2, 제3의 목적으로 하였다.  그리고 교육방법에 있어서는 종래의 지식주입·지적훈련을 대신하여 '자기활동과 힘의 각성'을 원칙으로 하고, 케이(E. Key)의 극단적 자유주의 교육에 반대함과 동시에 교사의 타율적 권위에 의한 교육도 비난하였다. 그는 또한 '권위에 어쩔수 없이 복종하는 불신의 교육' 대신에 스승과 제자사이의 내면적·인격적인 신뢰에 근거한 '신뢰의 교육'을 하지 않으면 안 된다면서 종래의 잘못된 불신관계를 경고하고, 올바른 사제간의 인격적 교섭의 중요성을 강조하였다.

## 같이 보기
- 인격주의